# Rhodothamnus
Rhodothamnus é um género botânico pertencente à família Ericaceae.

## Características
Rhodothamnus chamaecistus é uma flor popularmente denominada "sempre-viva", durante o verão ela assume uma coloração rosa-claro. As flores adultas são grandes em tamanho e podem chegar a 20 cm de altura. O chamaecistus Rhodothamnus tem uma grande tendência a se desenvolver rapidamente, por isso, tende a aumentar muito. Essas plantas são utilizadas em jardins de pedra.

## Fertilização
Sua época de plantio é na primavera (época de plantas perenes), periodicamente, usando um fertilizante específico para plantas com flor, adicionar à água de irrigação, a cada 20-25 dias, ou podemos espalhar um fertilizante de liberação lenta perto das plantas a cada 3-4 meses.

## Clima
Estas plantas não temem o clima frio e, portanto, pode ser cultivada no jardim, durante qualquer época do ano. Planta que precisa de pelo menos algumas horas por dia de energia solar. As plantas perenes geralmente tem um desenvolvimento no verão e na primavera. Durante os meses mais frios do ano, a parte aérea pode secar completamente, para chegar no ano seguinte.